# Ado Reinvald

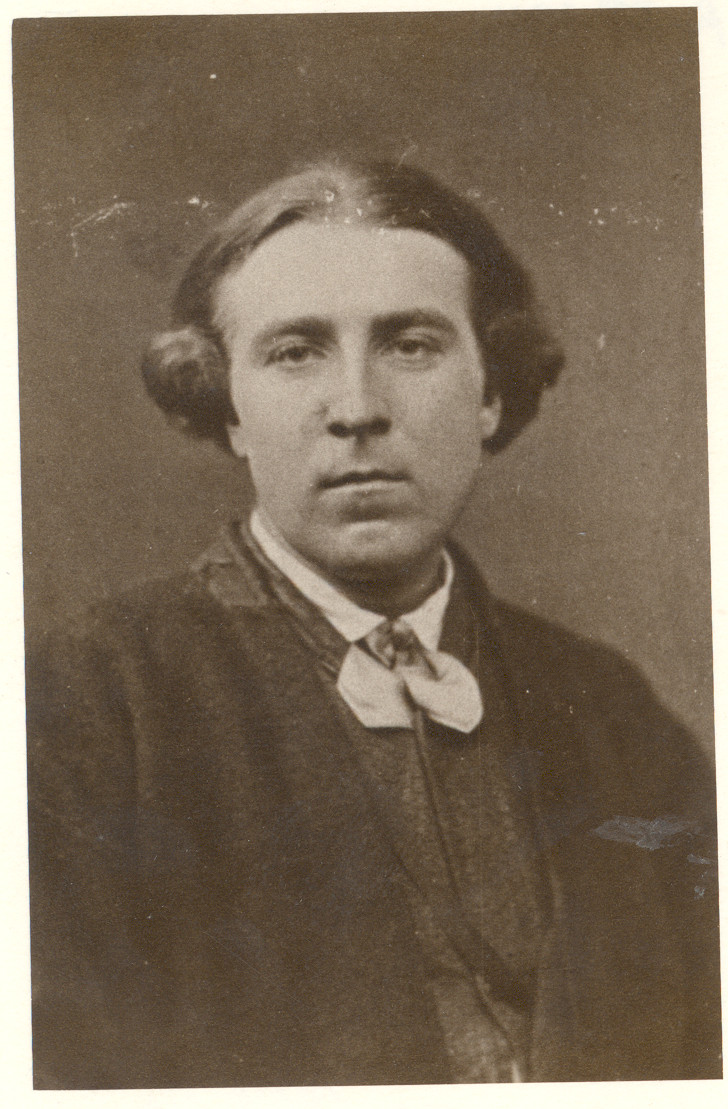
Ado Reinvald

Ado Reinvald (* 21. Novemberjul. / 3. Dezember 1847greg. auf dem Gutshof Juurika in der Gemeinde Uusna, heute Landgemeinde Viiratsi, Estland; † 8. Februar 1922 in Kulbilohu bei Elva) war ein estnischer Schriftsteller und Lyriker.

## Leben und Werk
Der Vater von Ado Reinvald war Pächter eines Bauernhofs im livländischen Kreis Viljandi. Ado Reinvald erhielt nur eine geringe Schulbildung, bildete sich aber autodidaktisch weiter. Von 1850 bis 1894 lebte er auf dem Hof Ilissa im Dorf Väluste (heute Landgemeinde Tarvastu). Ab 1867 musste Reinvald – nach dem frühen Tod des Vaters, der an den Folgen einer Prügelstrafe starb – den Bauernhof selbst betreiben. 1894 ging das Gut in Bankrott und wurde zwangsversteigert. Anschließend siedelte Reinvald nach Nõo und Elva über, wo er ein Haus kaufte. Ab 1912 lebte er im Dorf Kulbilohu, wo er sich fast ganz der Schriftstellerei widmete und 1922 in ärmlichen Verhältnissen starb. Er liegt heute auf dem Raadi-Friedhof von Tartu begraben.
Ado Reinvald schrieb ab 1868 zahlreiche Gedichte, Satiren, Erzählungen, Kurzgeschichten und 1897 das Theaterstück Bagdadi Kalif. Er ist besonders für seine estnisch-patriotische Lyrik in Erinnerung geblieben. Sein berühmtestes Gedicht Kuldrannake („Goldsträndchen“) ist als Volkslied jedem Esten geläufig.
Reinvald stand in der Tradition seines großen Vorbilds Lydia Koidula und wurde literarisch stark von Friedrich Reinhold Kreutzwald beeinflusst. Er war ein wichtiger Dichter in der Zeit des Nationalen Erwachens der Esten. Daneben arbeitete Reinvald an der 1878 gegründeten Zeitung Sakala sowie an der Zusammenstellung von Kalendern mit.
Der estnische Schriftsteller Nikolai Baturin widmete dem Leben Ado Reinvalds das Theaterstück Kuldrannake.

## Deutsche Übersetzungen
Das erwähnte Gedicht Kuldrannake liegt in drei verschiedenen deutschen Versionen vor:
- „Mein goldner Strand“, übersetzt von Wilhelm Nerling, in: Estnische Gedichte. Dorpat: Laakmann 1925, S. 36–37.
- „Kleiner goldner Strand“, übersetzt von Ingeborg von Buxhoeveden, in: Jahrbuch des baltischen Deutschtums 27 (1980), S. 16.
- „Goldner Strand“, übersetzt von Tatjana Ellinor Heine, in: Estnische Lyrik. Brackenheim: Verlag Georg Kohl GmbH + Co 1981, S. 24–25.

Außerdem gibt es das Gedicht „Tränen“, übersetzt von Carl Hunnius, in: Heimatstimmen (1.). Reval: Kluge 1904, S. 294–295, sowie drei weitere Gedichte in der erwähnten Anthologie von Nerling: „Schon wieder“ – „Die Ewigkeit“ – „Herz, in deinen Träumen“ (S. 35–38).

## Gedichtsammlungen
- Villandi laulik (vier Bände: 1872, 1875, 1877, 1889)
- Õitsi Ööpik (1876)
- Nalja-Kannel ehk Laulurahe Baltlaste lilliaias (zwei Bände: 1881, 1883), gemeinsam mit seinem Bruder Jüri Reinvald (1853–1913)
- Ado Reinvaldi laulud (1904)
- Valik luuletusi (Auswahlsammlung, postum 1924)